# 西河街道 (哈密市)
西河街道，是中华人民共和国新疆维吾尔自治区哈密市伊州区下辖的一个乡镇级行政单位。
1958年9月成立哈密镇。1977年9月改为哈密市西河区革命委员会。1981年7月改为哈密市西河区街道办事处。2003年8月，与原哈密市城郊乡合并。2022年1月西河区街道更名为西河街道。

## 行政区划
西河街道下辖以下地区：
中山北路社区、中山南路社区、老城社区、天山西路社区、滨河路社区、文化路社区、惠康园社区、大营门村、中阿牙村、东菜园村、西菜园村和北菜园村。